# Shudder to Think
Shudder To Think fue una banda de post-hardcore estadounidense, formada en 1986. Lanzaron tres álbumes para el sello Dischord Records. Su música se caracterizó por una mezcla influencias de estilos, así como también por la precisión técnica y vocalmente virtuosa.

## Historia
La primera formación fue con Craig Wedren (voz y guitarra), Chris Matthews (guitarra), Stuart Hill (bajo) y Mike Russell (batería). Con esta la banda lanzó 2 singles en un álbum antes que ellos firmaran por el sello Dischord. Lanzaron 3 discos (Ten-Spot, 1990, Funeral at the Movies, 1991, and Get Your Goat, 1992) antes la banda había ganado gran proyección por ir de gira con Fugazi y los Smashing Pumpkins.
Nathan Larson y el exbaterista de Jawbox Adam Wade reemplazaron a Matthews and Russell en 1994, inmediatamente la banda salto a una discográfica mayor firmando con Epic Records y lanzaron el disco Pony Express Records en 1994. El disco es angular, matemático y posmoderno, uno de los discos punk más originales jamás lanzado por una discográfica mayor.
Otro disco fue 50,000 BC que fue lanzado en 1997. 
La banda trabajo en música para bandas sonoras como First Love, Last Rites and High Art.
En 1998 abandona Larson y la separación subsecuente de la banda. 
Wedren inició una carrera solista incluyendo una aparición en la banda sonora de Down To You con Didn't Mean to Do You Harm.
Wedren y Larson han continuado creando música para películas. Wedren también hace música como solista y el 2005 lanzó Lapland. Larson ha formado una nueva banda llamada Hot One.

## Estilo musical y legado
A pesar de venir de una base hardcore punk, la banda llevó su sonido a diversos pasajes, tales como post-hardcore, rock alternativo, indie rock, emo, math rock, noise rock, art punk, art rock, neopsicodelia, rock experimental, sasscore, y power pop; con fuertes influencias de rock clásico, heavy metal, pop, rock progresivo, y glam rock.
Su admiración se ha extendido a diversas bandas y artistas, como Jeff Buckley, Incubus, Pearl Jam, Deftones, Cursive, y James Iha de The Smashing Pumpkins.

## Miembros
- Craig Wedren – voces, guitarras (1986–1998, 2007–2009, 2013)
- Nathan Larson – guitarras (1992–1998, 2007–2008, 2013)
- Chris Matthews – guitarras (1986–1992, 2013)
- Mark Watrous – guitarras (2008–2009, 2013)
- Stuart Hill – bajo (1986–1998, 2013)
- Jesse Krakow – bajo (2007–2009, 2013)
- Mike Russell – batería (1986–1992, 2013)
- Adam Wade – batería (1992–1996, 2008–2009, 2013)
- Kevin March – batería (1996–1998, 2007–2008)

## Discografía
Álbumes
- Curses, Spells, Voodoo, Mooses (1989, Sammich)
- Ten Spot (1990, Dischord)
- Funeral at the Movies (1991, Dischord)
- Get your Goat (1992, Dischord)
- Pony Express Records (1994, Epic)
- 50,000 B.C. (1997, Epic)

Álbumes en vivo
- Your Choice Live Series (1993, Your Choice)
- Live From Home (2009)

EPs
- Shudder To Think (1994, Epic)

Singles
- "It Was Arson" (1988, Sammich)
- "Catch of the Day" split con Unrest (1990, Trout)
- "Medusa Seven" (1990, Hoss)
- "Hit Liquor / No Room 9, Kentucky" 7" (1992, Dischord)
- "Hit Liquor" (1994, Dischord)
- "X - French T-Shirt / Shake Your Halo Down" 7" (1994, Dischord)
- "S/T (Live)" (1994, Epic)

Soundtracks
- First Love, Last Rites (1998)
- Velvet Goldmine (1998)
- High Art (1999)